# François Rousseau (photographe)
Pour les articles homonymes, voir François Rousseau et Rousseau.
 (mars 2013).
Si vous disposez d'ouvrages ou d'articles de référence ou si vous connaissez des sites web de qualité traitant du thème abordé ici, merci de compléter l'article en donnant les références utiles à sa vérifiabilité et en les liant à la section « Notes et références ».
François Rousseau, né en 1967 en Auvergne, est un photographe et réalisateur français.
Atelier, son œuvre majeure sur la relation du peintre avec ses modèles, est inspirée du roman L'Atelier du peintre de Patrick Grainville, avec qui François Rousseau a collaboré à deux reprises. L'Atelier donna lieu à une exposition en 2009 à la Maison européenne de la photographie à Paris. 

## Biographie
Rousseau a réalisé plusieurs séries de photographies pour les calendriers Les Dieux du stade en 2004, 2011 et 2012, série populaire sur les joueurs de rugby du Stade français. Il a photographié d'autres athlètes, des athlètes olympiques et plus particulièrement Steeve et Christophe Guenot en 2004, de nombreux modèles et un certain nombre de couvertures du magazine gay Out. Des photos de François Rousseau ont également été utilisées pour l'affiche promotionnelle de lancement de la chaîne de télévision française gay Pink TV.

## Publications
- 2025 : Hraunfoss de la Team Fleur, film présentant l'œuvre Hraunfoss présentée au festival estival Horizons « Arts-Nature » en Sancy[4],[5].
- 2005 : Locker Room Nudes Dieux du Stade: The French National Rugby Team (Universe)
- 2005 : Male Nudes (François Rousseau, et texte par Philippe Castetbon) (éditions Silverback Books)
- 2005 : Les Princes de l'Atlantique (texte de Patrick Grainville), édition anglaise simultanée chez le même éditeur: Princes of the Sea (Passionate Pursuits), (Fitway Publishing).
- 2005 : Amor Causa (Fitway Publishing)
- 2006 : Nu (Photography by Rousseau, text by Philippe Castetbon) (Fitway Publishing)
- 2008 : ORA
- 2009 : Men in Motion: The Art and Passion of the Male Dancer (Universe)
- 2009 : Atelier (texte de Patrick Grainville, musique de Mikael Railsson), (édition Maison européenne de la photographie)
- 2011 : Wet Men (François Rousseau) (Rizzoli)
- 2011 : Eaux d'hommes (François Rousseau, Vanessa Blondel et Catherine Bonifassi)

Calendriers
- 2004 : Les Dieux du stade : le livre
- 2010 : Dieux du stade 2011
- 2011 : Dieux du stade 2012

## Expositions
- 2008, 2009, Pierre-Alain Challier, Paris[1]
- 2009, maison européenne de la Photographie, Paris[1]